# Кайпан
Кайпан (на чешки: Kaipan) е чешко предприятие, малък производител на автомобили. Специализирано е в разработката и производството в малки серии на спортини роудстъри.